# 박수덕
박수덕 (朴洙德, 1948년 7월 3일 ~ )은 대한민국의 전직 축구 선수이자 전직 축구 지도자로 현역 시절 포지션은 공격수였다.

## 선수 시절
1948년 7월 3일 대전광역시 출생으로 우송고등학교 1학년 때인 1964년부터 축구를 시작하여 3학년 때인 1966년에는 경희대학교의 스카우트를 받는데 성공하며 진학했다.
그리고 경희대학교 진학 후 폭발적인 득점 감각을 선보이며 팀의 1969년 춘계대학축구연맹전 우승에 기여하는 등 맹활약을 펼친 뒤 경희대학교를 졸업하고 중소기업은행에 입단했다가 해병대에 입대하며 군 복무를 수행했고 해병대 복무를 마치고 전역 후 중소기업은행에서 활동하다가 변호영의 권유로 강기욱과 함께 홍콩 퍼스트 디비전 리그의 세이코 SA에서 1시즌동안 활동했다.
또한 대한민국 대표팀의 일원으로 라오스와의 1970년 킹스컵 1차전에서 국제 A매치 데뷔전을 치르자마자 이 경기에서 멀티골을 터뜨리며 주목받기 시작하더니 이어 싱가포르전에서 2골, 태국과의 결승전에서도 결승골을 터뜨리며 팀의 킹스컵 우승에 기여했고 이와 함께 본인도 A매치 데뷔하자마자 이 대회 득점왕에 오르는 기염을 토했다.
이후 같은 해에 열린 1970년 아시안 게임에도 출전하여 팀의 사상 첫 아시안 게임 금메달 획득에 일조했고 1972년 하계 올림픽 아시아 지역 예선과 1972년 AFC 아시안컵에도 출전하여 1972년 아시안컵 준우승에 기여한 뒤 A매치 통산 34경기 18골의 기록을 남긴 채 정든 그라운드를 떠났다.

## 은퇴 이후
선수 은퇴 이후 1976년 협성고등학교 코치로 지도자 생활을 시작한 뒤 1983년 청구고등학교 코치로 부임하여 이듬해인 1984년 대통령배 전국고교축구대회 우승을 만들었다.
이후 1987년 영남대학교 감독을 맡아 백승철, 신태용 등을 발굴하며 착실히 경력을 쌓기 시작했고 K리그팀 감독들의 하마평에도 오르내리며 학원축구계의 능력있는 지도자로 인정받는 듯 했다.
그러나 1995년 모 고교 축구부 감독으로부터 금품을 받고 선수를 스카우트한 혐의로 구속되면서 K리그팀 감독들의 하마평도 자취를 감추었고 이후 2005년까지 영남대학교에서 감독 생활을 이어가다 정년 퇴직했다.